# 여건
여건(與件)은 데이터라고도 하며, 사고(思考)의 출발점이 되는, 그때까지 확인된 지식 혹은 사실을 말한다. 올바른 사고에는 필요하고도 충분한 올바른 여건이 있어야만 한다. 여건이 그릇되어 있거나 편중(偏重)되어 있으면 올바른 결론을 보증할 수 없다.